# Jahor Bahamol'ski
Jahor Aljaksandravič Bahamol'ski (in bielorusso Ягор Аляксандравіч Багамольскі?; Minsk, 3 giugno 2000) è un calciatore bielorusso, attaccante del Neftçi Baku e della nazionale bielorussa.

## Carriera

### Club
Cresciuto nel settore giovanile della Dinamo Minsk, ha esordito in prima squadra il 20 aprile 2019, disputando l'incontro di campionato vinto per 0-1 contro il Tarpeda-BelAZ.

### Nazionale
Ha giocato nella nazionale bielorussa Under-21.
Il 10 giugno 2022 ha esordito con la nazionale maggiore bielorussa, giocando l'incontro pareggiato per 1-1 contro il Kazakistan, valido per la UEFA Nations League 2022-2023.

## Statistiche

### Presenze e reti nei club
Statistiche aggiornate al 14 ottobre 2022.
| Stagione        | Squadra         | Campionato      | Campionato | Campionato | Coppe nazionali | Coppe nazionali | Coppe nazionali | Coppe continentali | Coppe continentali | Coppe continentali | Altre coppe | Altre coppe | Altre coppe | Totale | Totale |
| Stagione        | Squadra         | Comp            | Pres       | Reti       | Comp            | Pres            | Reti            | Comp               | Pres               | Reti               | Comp        | Pres        | Reti        | Pres   | Reti   |
| --------------- | --------------- | --------------- | ---------- | ---------- | --------------- | --------------- | --------------- | ------------------ | ------------------ | ------------------ | ----------- | ----------- | ----------- | ------ | ------ |
| gen.-ago. 2019  | Dinamo Minsk    | VL              | 7          | 0          | CB              | 1               | 0               |                    | -                  | -                  |             | -           | -           | 8      | 0      |
| ago.-dic. 2019  | Dinamo Brėst    | VL              | 1          | 0          |                 | -               | -               |                    | -                  | -                  |             | -           | -           | 1      | 0      |
| 2020            | Ruch Brėst      | VL              | 23         | 3          | CB              | 2               | 0               |                    | -                  | -                  |             | -           | -           | 25     | 3      |
| 2021            | Minsk           | VL              | 27         | 6          | CB+CB           | 2+1             | 0+1             |                    | -                  | -                  |             | -           | -           | 30     | 7      |
| mar.-lug. 2022  | Minsk           | VL              | 15         | 8          | CB              | 1               | 0               |                    | -                  | -                  |             | -           | -           | 16     | 8      |
| Totale Minsk    | Totale Minsk    | Totale Minsk    | 42         | 14         |                 | 4               | 1               |                    | -                  | -                  |             | -           | -           | 46     | 15     |
| 2022-2023       | Neftçi Baku     | PL              | 6          | 1          | CA              | 0               | 0               | UECL               | 1                  | 0                  |             | -           | -           | 7      | 1      |
| Totale carriera | Totale carriera | Totale carriera | 79         | 18         |                 | 7               | 1               |                    | 1                  | 0                  |             | -           | -           | 87     | 19     |

### Cronologia presenze e reti in nazionale
| Cronologia completa delle presenze e delle reti in nazionale ― Bielorussia | Cronologia completa delle presenze e delle reti in nazionale ― Bielorussia | Cronologia completa delle presenze e delle reti in nazionale ― Bielorussia | Cronologia completa delle presenze e delle reti in nazionale ― Bielorussia | Cronologia completa delle presenze e delle reti in nazionale ― Bielorussia | Cronologia completa delle presenze e delle reti in nazionale ― Bielorussia | Cronologia completa delle presenze e delle reti in nazionale ― Bielorussia | Cronologia completa delle presenze e delle reti in nazionale ― Bielorussia |
| Data                                                                       | Città                                                                      | In casa                                                                    | Risultato                                                                  | Ospiti                                                                     | Competizione                                                               | Reti                                                                       | Note                                                                       |
| -------------------------------------------------------------------------- | -------------------------------------------------------------------------- | -------------------------------------------------------------------------- | -------------------------------------------------------------------------- | -------------------------------------------------------------------------- | -------------------------------------------------------------------------- | -------------------------------------------------------------------------- | -------------------------------------------------------------------------- |
| 10-6-2022                                                                  | Novi Sad                                                                   | Bielorussia                                                                | 1 – 1                                                                      | Kazakistan                                                                 | UEFA Nations League 2022-2023 - 1º turno                                   | -                                                                          | 46’                                                                        |
| 13-6-2022                                                                  | Baku                                                                       | Azerbaigian                                                                | 2 – 0                                                                      | Bielorussia                                                                | UEFA Nations League 2022-2023 - 1º turno                                   | -                                                                          | 71’                                                                        |
| 22-9-2022                                                                  | Astana                                                                     | Kazakistan                                                                 | 2 – 1                                                                      | Bielorussia                                                                | UEFA Nations League 2022-2023 - 1º turno                                   | -                                                                          | 61’                                                                        |
| 25-9-2022                                                                  | Bačka Topola                                                               | Slovacchia                                                                 | 1 – 1                                                                      | Bielorussia                                                                | UEFA Nations League 2022-2023 - 1º turno                                   | -                                                                          | 68’ 89’                                                                    |
| 17-11-2022                                                                 | Dubai                                                                      | Siria                                                                      | 0 – 1                                                                      | Bielorussia                                                                | Amichevole                                                                 | -                                                                          | 77’                                                                        |
| Totale                                                                     |                                                                            | Presenze                                                                   | 5                                                                          |                                                                            | Reti                                                                       | 0                                                                          |                                                                            |

## Palmarès

### Club

#### Competizioni nazionali
- Campionato bielorusso: 1

Dinamo Brėst: 2019